# Charity
Charity es una localidad guyanesa ubicada en la región Pomeroon-Supenaam. La misma pertenece a la Guayana Esequiba, zona reclamada por Venezuela.
Se ubica en la ribera occidental del río Esequibo. Posee dos hoteles y mercados de lunes.

## Historia
El área fue colonizada por los neerlandeses desde 1581 hasta 1596 y de 1640 a 1689 como parte de la colonia de Pomeroon, y desde 1780 hasta 1796 como parte de la colonia neerlandesa de Esequibo. La plantación de algodón Vryden Hope estaba ubicada en la actual Charity pero fue posteriormente abandonada.
En la antigua plantación neerlandesa de algodón fue reocupada en 1840 por unos pobladores portugueses que fundaron una nueva plantación de café. En 1908, el gobierno de la Guayana Británica compró las tierras y comenzó a construir una carretera a lo largo de la costa. En 1928 se abrió un centro médico que se convirtió en hospital en 1935.

## Demografía
Según censo de población 2002 contaba con 1295 habitantes. La estimación 2010 refiere a 1439 habitantes.

### Población económicamente activa
La población económicamente activa se detalla en cuadro subsiguiente:
| Dato      | Funcio narios | Profesionales y técnicos | Clero | Comercio y Servicios | Act. agrícolas | Act. industriales | Ocup. elementales | S/D | Total |
| --------- | ------------- | ------------------------ | ----- | -------------------- | -------------- | ----------------- | ----------------- | --- | ----- |
| Población | 8             | 40                       | 8     | 110                  | 16             | 21                | 170               | 335 | 708   |